# Osuszyno (jezioro w powiecie kościerskim)
Osuszyno (Szarlota) (kaszb. Jezoro Òsëszëno) – przepływowe jezioro rynnowe na południowy zachód od Kościerzyny, na Pojezierzu Kaszubskim (gmina Kościerzyna, powiat kościerski, województwo pomorskie).

## Charakterystyka
Powierzchnia całkowita jeziora wynosi 87,7 ha, Osuszyno jest miejscem wypoczynku dla mieszkańców pobliskiej Kościerzyny. W Szarlocie znajdują się ośrodki wypoczynkowe i pensjonaty.
Nad południowo-wschodnim brzegiem wznosi się pomnik polskich leśników walczących z okupantem hitlerowskim.